# Гигантский лес
Гигантский лес (англ. Giant Forest) — роща гигантских секвойядендронов в национальном парке Секвойя, округ Туларе, штат Калифорния, США.

## Описание
Роща расположена на высоте 1800—2100 метров над уровнем моря, занимает площадь около 7,6 км². Это наиболее доступный лес такого рода: по нему проложено около 64 километров пешеходных троп. Пять деревьев этой рощи входят в десятку крупнейших деревьев планеты.
Помимо секвой в роще часто встречаются сосны видов жёлтая, Жеффрея, Ламберта и скрученная, пихта одноцветная и пихта великолепная. Из животных в роще легко повстречать чернохвостых оленей, белок Дугласа и барибалов. Служители рощи предупреждают посетителей, чтобы они не оставляли машины с открытыми окнами, так как медведи не гнушаются воровством пищи из автомобилей.
На территории рощи расположены две небольшие деревни, так и называющиеся «Гигантский лес» (англ. Giant Forest Village). Одна была основана в начале XX века, вторая — в 1926 году. Все их жители заняты в сфере обслуживания посетителей Гигантского леса. Деревня Вуксачи (Wuksachi Village) с сезонным населением до 300 человек была перенесена с территории рощи, тем не менее Гигантский лес всё равно испытывает разрушительное влияние присутствия большого количества людей.
Всего в роще насчитывается около 300 зданий, из которых только четыре не имеют отношения к коммерции. В 1978 году на территории рощи были организованы два отдельных охраняемых исторических района — Домики Гигантского леса и Giant Forest Village-Camp Kaweah Historic District, в которые включены несколько десятков домов, домиков и хижин, построенных в первой половине XX века. В роще открыт одноимённый музей.
Добираться до Гигантского леса удобнее всего из Фресно по шоссе 180 или из Висейлии по шоссе 198. Из Гигантского леса по шоссе Генералс легко попасть в национальный парк Кингз-Каньон и рощу «Генерал Грант», где растёт второе по объёму дерево в мире — «Генерал Грант».

## Примечательные деревья
- «Генерал Шерман» — самая большая по объёму секвойя в мире: 1487 м³. Остальные параметры: высота — 83,8 м, диаметр ствола на уровне земли — 11,1 м, длина окружности ствола на уровне земли — 31,3 м, масса — 1910 тонн (по исследованию 1938 года), возраст — 2300—2700 лет.
- «Вашингтон» — в сентябре 2003 года в дерево ударила молния, которая уничтожила значительную часть кроны и оставила крупный ожог на стволе. Тем не менее до января 2005 года это была вторая по объёму секвойя в мире, пока в результате бури дерево не сломалось на месте ожога: ныне это практически мёртвый пень высотой около 35 метров. По данным 1999 года «Вашингтон» имел следующие параметры: высота — 77,3 м, диаметр ствола на уровне земли — 9,1 м, объём — 1357 м³ (ствол) плюс 46 м³ (сорок шесть крупнейших ветвей). Интересно, что учёные обнаружили внутри ствола гигантскую полость высотой 35 метров и диаметром до 3 метров. Единственный вход в эту каверну располагался на высоте 58 метров. Таким образом стало ясно, что все предыдущие оценки объёма «Вашингтона» являлись сильно завышенными.
- «Президент» — третья по объёму секвойя в мире (согласно сообщению 2012 года в журнале National Geographic, объём «Президента» в настоящее время превышает объём «Генерала Гранта» на 15 %, что делает его вторым по объёму деревом в мире[8]): 1278,4 м³ (ствол) плюс 254,9 м³ (ветви). Остальные параметры: высота — 73,4 м, диаметр ствола на высоте 1,5 м над землёй — 7,1 м, длина окружности ствола на уровне земли — 28,3 м. Возраст дерева оценивается в 3240 лет, что делает его самой старой из живых секвой на планете.
- «Линкольн»[англ.] — четвёртая по объёму секвойя в мире: 1259,3 м³ (2002 год) или же ок. 1400 м³ (1930-е годы). Остальные параметры: высота — 80 м, длина окружности ствола на уровне земли — 30,1 м, диаметр ствола на высоте 1,5 м над землёй — 7,5 м.
- «Франклин»[англ.] — восьмая по объёму секвойя в мире: 1169 м³. Остальные параметры: высота — 68,3 м, длина окружности ствола на уровне земли — 28,9 м, диаметр ствола на высоте 1,5 м над землёй — 6,7 м. На нижней части ствола присутствует огромный давний ожог молнией.
- «Орешник»[англ.] — по измерениям 1989 года эта секвойя имела объём 1025,9 м³, что делало её 17-й в списке крупнейших по объёму секвой в мире, но в 2002 году в дерево ударила молния, и «Орешник» лишился примерно половины своего ствола, но продолжает жить.

См. также ст. Генерал Грант (дерево) — о второй (или третьей) по объёму секвойе в мире, растущей в роще «Генерал Грант», нац. парк «Королевский каньон», Калифорния, США.

## Галерея
- «Генерал Шерман»
- Останки «Вашингтона» после обрушения в 2005 году
- «Линкольн»[англ.]
- «Орешник»[англ.] после обрушения в 2002 году